# Montaut (Lot-et-Garonne)
Montaut ist eine französische Gemeinde mit 255 Einwohnern (Stand 1. Januar 2022) im Département Lot-et-Garonne in der Region Nouvelle-Aquitaine (vor 2016: Aquitanien). Die Gemeinde gehört zum Arrondissement Villeneuve-sur-Lot und zum Kanton Le Haut Agenais Périgord.
Der Name der Gemeinde geht auf Monte Alto (deutsch Hoher Berg) zurück, ein Hinweis auf die geografische Lage.
Die Einwohner werden Montautais und Montautaises genannt.

## Geographie
Montaut liegt circa 25 Kilometer nördlich von Villeneuve-sur-Lot in der historischen Provinz Agenais.
Umgeben wird Montaut von den fünf Nachbargemeinden:
| Ferrensac | Bournel                                     | Villeréal |
| Lougratte | Kompassrose, die auf Nachbargemeinden zeigt |           |
|           | Saint-Eutrope-de-Born                       |           |

Montaut liegt im Einzugsgebiet des Flusses Garonne.
Mehrere Flüsse entspringen auf dem Gebiet der Gemeinde,
- die Barraca, ein Nebenfluss der Douyne, ebenso wie ihr Nebenfluss, der Ruisseau de Coubault,
- der Ruisseau Lataste, ein Nebenfluss der Garonne, und
- der Courberieu, ein Nebenfluss des Dropt.[3]

## Geschichte
Das Gebiet war von den Kelten bewohnt, wie Äxte aus polierten Steinen belegen, die bei archäologischen Grabungen gefunden wurden. In römischer Zeit durchquerte die heutige Gemeinde eine Römerstraße, die das heutige Périgueux mit den Provinzen der Iberischen Halbinsel verband. Reste dieser Straße aus einem Schotter aus Steinen und Ziegeln, der in Zement eingelassen wurde, sind heute noch sichtbar. Das Dorf wurde von zwei Posten verteidigt, Monteau-le-Vieux im Süden und Monteau-le-Jeune im Nordwesten. Der letztgenannte war durch einen Graben in südwestlicher Richtung und in Richtung der Ebene geschützt. Zusätzlich gab es einen runden Turm neben einem befestigten Eingang. Seine Höhe ist heute auf die Hälfte der ursprünglichen Ausdehnung reduziert. Ein gerader Weg verband die beiden Posten auf einer Länge von 2000 Metern.
Gegen 1860 wurden in Monteau-le-Vieux bei der Verlegung des Friedhofs ungefähr 150 Grabstätten aus Stein gefunden, die der merowingischen Zeit zugeschrieben werden. In einigen wurden kurze Schwerter gefunden.
Im 12. Jahrhundert wurde eine Burg mit einer Ringmauer auf dem Fundament einer früheren Motte errichtet. Trotz der Auswirkungen der Hugenottenkriege war Montaut eine blühende Gemeinde während des Ancien Régime. Ihre Messen waren berühmt, und ihre Märkte waren gut besucht. Die Markthalle wurde 1810 abgerissen.

## Einwohnerentwicklung
Nach Beginn der Aufzeichnungen stieg die Einwohnerzahl bis zur Mitte des 19. Jahrhunderts auf einen Höchststand von rund 760. In der Folgezeit sank die Größe der Gemeinde bei kurzen Erholungsphasen bis zu den 1990er Jahren auf rund 205 Einwohner, bevor eine Wachstumsphase einsetzte, die bis heute anhält.
| Jahr      | 1962 | 1968 | 1975 | 1982 | 1990 | 1999 | 2006 | 2011 | 2022 |
| --------- | ---- | ---- | ---- | ---- | ---- | ---- | ---- | ---- | ---- |
| Einwohner | 293  | 294  | 265  | 253  | 207  | 207  | 225  | 236  | 255  |

## Kultur und Sehenswürdigkeiten

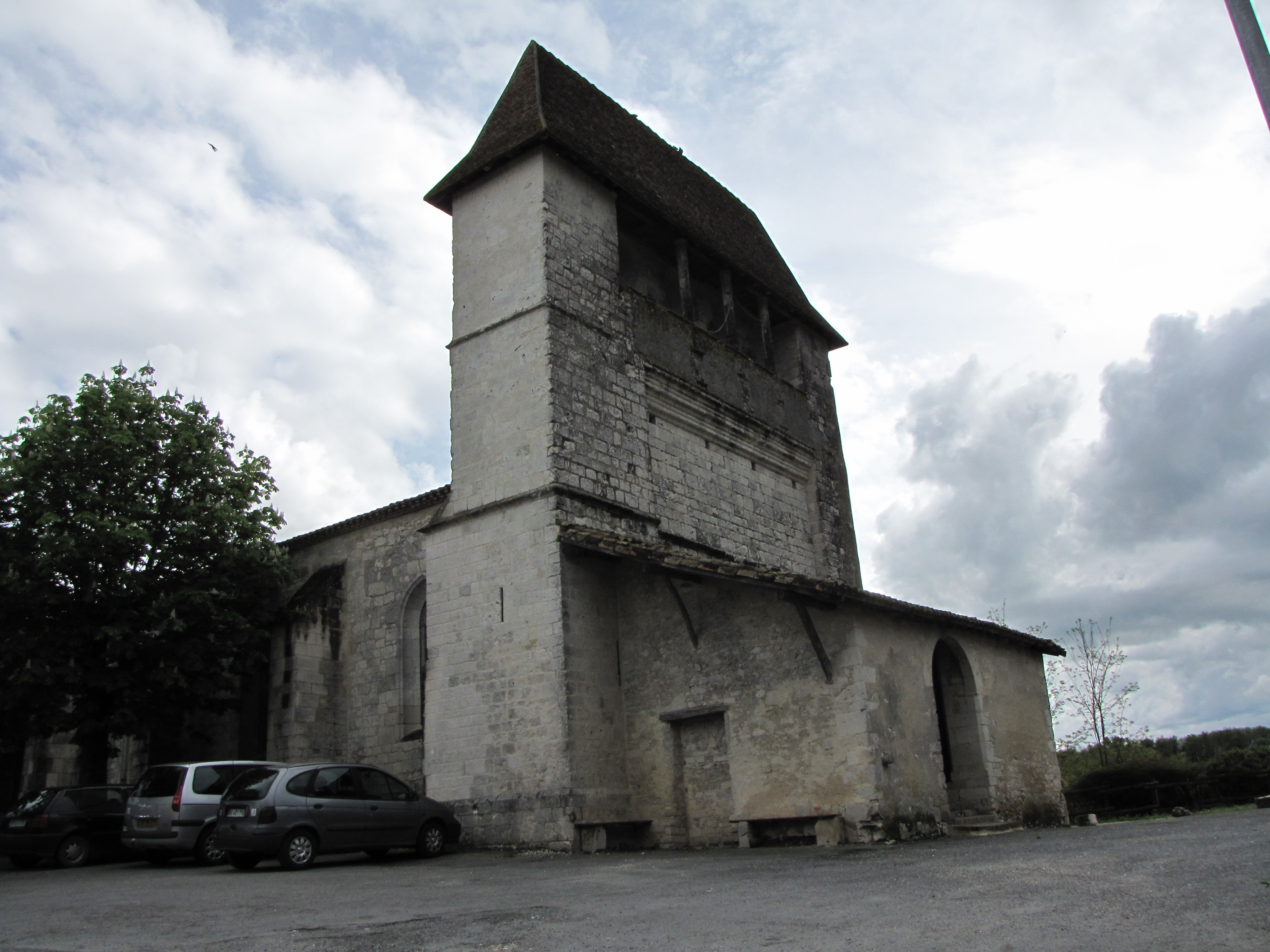
Pfarrkirche Saint-Pierre

### Pfarrkirche Saint-Pierre
Die Kirche wurde im 15. Jahrhundert auf Ruinen eines romanischen Vorgängerbaus errichtet. Sie ist das ehemalige Gotteshaus des Priorats der Benediktiner. Das Eingangsportal im Westen datiert aus dem 14. Jahrhundert. In seinen Gewänden sind schmale Säulen mit bildhauerisch ausgestalteten Kapitellen zu sehen. Die Fassade wird von einem sehr dicken Glockengiebel bekrönt, der von Flachziegeln gedeckt ist und von zwei Türmen flankiert wird. Eine Galerie öffnet sich nach vorne, die von einer Spindeltreppe in der nordwestlichen Ecke erreichbar ist. Eine Vorhalle ist der Fassade vorangestellt. Sie besitzt ein kleines Fenster und Reste eines alten Kamins. Das Langhaus mit drei Kirchenschiffen ist mit einem Kreuzrippengewölbe versehen und datiert aus dem 15. oder 16. Jahrhundert. Seine Länge beträgt drei Jochen. Der Chor hat einen viereckigen Grundriss. Im Jahre 1830 wurde der Fliesenbelag erneuert. Bei dieser Gelegenheit wurde eine Krypta entdeckt, die wahrscheinlich während der Französischen Revolution unter dem Chor gegraben wurde.
Die Kirche ist seit dem 3. Juni 1932 als Monument historique klassifiziert.
Der Hauptaltar stammt aus dem 19. Jahrhundert und ist einer der schönsten des Départements. Sein Baldachin besteht aus sechs, paarweise angeordnete Marmorsäulen, die eine Kuppel tragen, die mit einer Glorie bekrönt ist. In der Mitte des Baldachins befindet sich der Tabernakel. Der Altar ist als Monument historique der beweglichen Güter eingeschrieben.
Eine Wandmalerei bedeckt die Wände des Chors. Sie datiert aus dem Ende des 15. oder dem Beginn des 16. Jahrhunderts. Sie beginnt auf der Nordwand mit der Darstellung des Einzugs Jesu in Jerusalem und endet auf der Südwand mit der Darstellung des Jüngsten Gerichts. Dieses Element ist seit dem 3. Juni 1932 als Monument historique der unbeweglichen Güter klassifiziert.

## Wirtschaft und Infrastruktur
Die Landwirtschaft ist einer der wichtigsten Wirtschaftsfaktoren der Gemeinde.

### Bildung
Die Gemeinde verfügt über eine öffentliche Grundschule mit 26 Schülerinnen und Schülern im Schuljahr 2018/2019.

### Sport und Freizeit
Der Fernwanderweg GR 636 von Monbazillac (Département Dordogne) nach Lacapelle-Biron führt auch durch das Zentrum der Gemeinde.

### Verkehr
Montaut wird durchquert von den Routes départementales 218 und 257.